# Región de Kédougou
Kédougou es una región en el extremo sudeste de la República de Senegal. La capital lleva el mismo nombre que la región. Esta región fue creada en febrero de 2008, junto con las regiones de Kaffrine y Séidou. Kédougou fue separada de la región de Tambacounda.

## Departamentos con población en noviembre de 2013
- Departamento de Kédougou 78 522
- Departamento de Salémata 22 111
- Departamento de Saraya 50 724

## Demografía y geografía
Esta región senegalesa posee una extensión de territorio que abarca una superficie de unos 16 896 kilómetros cuadrados. Por otra parte, su población se compone de 75 331 personas, mientras que su densidad poblacional, considerando los datos mencionados anteriormente, se estima en 4,5 habitantes por cada kilómetro cuadrado de la región de Kédougou.
La región de Kédougou se encuentra a 250 km de Tambacounda, con la cual está unida a través de una aceptable carretera asfaltada que atraviesa el parque de Niokolo koba. 
La región de Kédougou constituye el hogar de los bassari por excelencia, aunque también conviven otras etnias como los bedik o los fulani, todos ellos entienden que la zonas entera es un lugar y un hogar único que ha de ser compartido entre todas las etnias, al margen de lo que las imposiciones legislativas marquen.
La capital de Kédougou, que toma este mismo nombre, está distribuida en torno a un centro urbano en el cual se pueden encontrar las principales infraestructuras de la zona. Alrededor de dicho centro podemos encontrar una serie de aldeas más aisladas, que cuentan con una población reducida y con unos medios de subsistencia extremadamente básicos, puesto que solo en el corazón de Kédougou se pueden obtener bienes manufacturados como vestimenta, determinados alimentos, herramientas etc. Esto implica que los habitantes de las aldeas periféricas han de desplazarse hasta la capital para realizar cualquier gestión que no esté relacionado con lo agrario o ganadero.
En el centro podemos encontrar los principales establecimientos:
- Gare routiére: estación de autobuses y colectivos situada en el centro de la ciudad, junto a la gasolinera Elf.
- Correos: en la calle principal de Kédougou, junto a una oficina de cambio de Western Union para recibir-enviar-cambiar dinero. N.º 33985 10 05
- Hospital: en la carretera de Tamba. N.º 33 985 10 04.
- Policía: en el centro de la ciudad. 33 985 10 14
- Ayuntamiento de Kédougou, situado en la calle principal.

## Transportes
La manera más económica de llegar a Kédougou mediante transporte público es el autobús. Existen diversas compañías que gestionan estos trayectos desde diferentes partes del país, las rutas más frecuentadas son aquellas que parten desde Dakar, la capital, y desde Tambacounda. No obstante, debido a los largos trayectos estos autobuses van realizando una serie de paradas en las principales regiones de Senegal como pueden ser Tambcounda, Sédihou y Mbour. El viaje de más de 700 km puede durar aproximadamente 24 horas. Ha de tenerse en cuenta que en Senegal ni siquiera el transporte público se ciñe a los horarios establecidos, normalmente los autobuses no parten hasta que no han completado todas sus plazas, lo que significa que probablemente se tendrá que esperar en la estación de autobuses hasta que el vehículo esté completo.
Para viajar a Guinea existe una frecuencia de transporte bastante aceptable, casi a diario es posible desplazarse hasta este país mediante lo sept-place con destino a Labe. Sin embargo, para viajar a Malí no hay ningún servicio regular previamente establecido, por lo que se necesitará vehículo propio o encontrar algún taxista o guía que esté dispuesto a realizar dicho trayecto.

## Lugares que visitar
- Saemata y Aldeas Bassari: Salemata se encuentra a unos 90 km al oeste de Kédougou. El trayecto se cubre a través de una traqueteante pista por tierra que solo es abordable con un todoterreno. No obstante si lo que se pretende es establecer contacto directo con esta etnia lo más recomendable es realizar a última parte del trayecto a pie por alguna de las numerosas rutas que conducen hasta aldeas como Etiolo, Ebarak y Oubadji, que son las tres más visitadas, abiertas al turismo y pintorescas de las aldeas bassari. Estas están situados encima de unas colinas que forman parte del sistema montañoso Fouta Djalon, haciendo frontera con Guinea. Si se pretende pasar noche en estos lugares se puede conseguir hospedaje en algunos de los campamentos (hostales) como Campement Chez Gilbert, Campement Chez Balingo o, incluso y para los más aventureros, quedarse a dormir con los habitantes de las tribus.

- Aldeas Bedik, a 30 km al oeste de Kédougou, en dirección a Salemata, destacan las aldeas de Bandafassi Tanda, Iwol y Landieni. Asimismo también hacer mención a la aldea Bedik, si continuamos la excursión 3 km llegaremos hasta la población de Iwol situada sobre una colina y cuyo único acceso es posible a pie, caminando cuesta arriba durante aproximadamente una hora. Llegado a este maravilloso lugar se podrá visitar también el baobab más ancho de Senegal.

- Dindefelo, el poblado fulani más importante del País Bassari. Está situado al sureste de Kédougou. El trayecto ha de realizarse también a través de 4x4 y dura aproximadamente una hora y media hasta llegar al Campement Villgois o de la Cascade, a partir del cual se puede acceder al sendero de dos km que conduce hasta la Cascada de Dindefelo. Esta cascada tiene una altura de 80 m, es una de los atractivos turísticos más visitado y constituye uno de los principales tesoros naturales de Senegal.